# Campionato del mondo di scacchi rapidi 2023
Il Campionato del mondo di scacchi rapidi 2023 (nome ufficiale FIDE Open World Rapid Championship 2023) è stato la 12ª edizione ufficiale dei mondiali rapid. Il torneo si è disputato a Samarcanda, in Uzbekistan dal 26 al 28 dicembre 2023. L'evento si è tenuto in concomitanza con il corrispettivo femminile e ha preceduto i mondiali lampo assoluto e femminile. Il titolo è andato a Magnus Carlsen, che ha riconfermato il titolo conquistato nel 2022 e ha ottenuto il suo quinto titolo in questa cadenza di gioco.

## Formula
Il torneo era composto di 13 turni a sistema svizzero con quindici minuti di tempo a disposizione per ciascun giocatore e dieci secondi di incremento a mossa.
Potevano partecipare all'evento:
1. Coloro che avevano raggiunto almeno i 2 550 punti Elo FIDE in una delle tre cadenze "Standard", "Rapid" e "Blitz";
2. Tutti i campioni nazionali in carica a qualsiasi cadenza;
3. Invitati dalla FIDE fino a un massimo di dieci;
4. Invitati dall'organizzatore dell'evento fino a un massimo di quindici.

### Spareggi
- Per stabilire le posizioni diverse dalla prima si sarebbe ricordo rispettivamente ai seguenti spareggi tecnici:[3]
  1. Buchholz tagliato
  2. Buchholz totale
  3. AROC 1[N 1]
  4. Scontri diretti, classifica avulsa
  5. Sorteggio

- Per stabilire il vincitore del torneo con i primi in classifica a pari merito si sarebbe ricorso a degli spareggi play-off.

### Montepremi
Il montepremi totale era di USD 350 000 così suddivisi:
| P. | Premio     | P.         | Premio     |
| -- | ---------- | ---------- | ---------- |
| 1º | 60 000 USD | 8º         | 14 000 USD |
| 2º | 50 000 USD | 9º         | 11 000 USD |
| 3º | 40 000 USD | 10º        | 8 000 USD  |
| 4º | 30 000 USD | 11º-16º    | 5 000 USD  |
| 5º | 25 000 USD | 17º-25º    | 3 000 USD  |
| 6º | 22 000 USD | 26º-35º    | 1 500 USD  |
| 7º | 18 000 USD | 18 000 USD | 18 000 USD |